# Vị Nam
Vị Nam (tiếng Trung: 渭南市, Hán-Việt: Vị Nam thị) là một địa cấp thị của tỉnh Thiểm Tây, Cộng hòa Nhân dân Trung Hoa. Diện tích Vị Nam là 13.000 km², dân số 5,3 triệu người.
Đây không phải địa phương lớn ở Trung Quốc nhưng là quê hương của rất nhiều nhân vật nổi tiếng trong lịch sử nước này như Tư Mã Thiên, Tùy Văn đế, Dương Quý Phi, Bạch Cư Dị và Quách Tử Nghi.

## Hành chính
Địa cấp thị Vị Nam quản lý các đơn vị cấp huyện sau:

### Quận nội thành
- Lâm Vị (臨渭區)
- Hoá Châu (華州)

### Thành phố cấp huyện
- Hàn Thành (韓城市)
- Hoá Âm (華陰市)

### Huyện
- Bồ Thành (蒲城縣)
- Đồng Quan (潼關縣)
- Bạch Thủy (白水縣)
- Trừng Thành (澄城縣)
- Hợp Dương (合陽縣)
- Phú Bình (富平縣)
- Đại Lệ (大荔县)